# 진안 장씨
진안 장씨(鎭安 張氏)는 전북특별자치도 진안군을 본관으로 하는 한국의 성씨이다. 시조 장원열(張原烈)은 안동 장씨의 시조인 장정필의 후손으로 고려에서 판리판서를 지냈으며, 그의 손자 장사익이 응양장군으로서 공을 세워 좌리공신으로 진안군에 봉해졌다.

## 참고 자료
- “진안장씨(鎭安張氏)”. 뿌리를 찾아서.[깨진 링크(과거 내용 찾기)]